# Olgierd Langer
Olgierd Langer (ur. 1 lipca 1896 we Lwowie, zm. 11 września 1970 w Boulder, Colorado) – polski ekonomista (dr), wykładowca uniwersytecki, dyplomata i urzędnik konsularny.

## Życiorys
Absolwent Uniwersytetu Jana Kazimierza we Lwowie i Harvard Business School na Harvard University (MBA w 1929). Prekursor badania reklamy i pierwszy w Polsce wykładowca przedmiotu reklamy pt. Organizacja sprzedaży i ogłaszania w Wyższej Szkole dla Handlu Zagranicznego we Lwowie (od 1925). Był autorem pierwszego polskiego podręcznika reklamy pt. Zasady Ogłaszania. Pracował dla warszawskiego oddziału firmy reklamowej J. Walter Thompson. Przeszedł do służby zagranicznej pełniąc m.in. funkcję attaché handlowego w konsulacie RP w Filadelfii (1938–1939) i p.o. kier. konsulatu PRL w Detroit (1946).
Jego młodszy brat Witold (ur. 1897) zmarł w 1919 w wyniku ran odniesionych w walkach z Ukraińcami o Lwów.
Pochowany na cmentarzu Green Mountain Cemetery w Boulder.

## Prace własne
- Zasady Ogłaszania, Instytut Naukowej Organizacji Warszawa 1927.
- Afisz, [w:] Poradnik stosowania reklamy, Polska Agencja Telegraficzna Warszawa 1936.
- Reklama kupca detalisty, M. Arct Warszawa 1937.

## Ordery i odznaczenia
- Złoty Krzyż Zasługi (19 lipca 1946)[1]